# What is Love? (låt av Haddaway)
What is Love? (mest känt som endast What is Love) är en eurodance-singel från 1993 av den tyska eurodance-artisten Haddaway, från hans debutalbum The Album. Singeln skrevs och producerades av tyska Dieter Lünstedt och Karin Hartmann-Eisenblätte vid Coconut Records i Köln. 
What is Love är mest känd för sin refräng: "What is love? Baby don't hurt me, don't hurt me no more.". 
What is Love hamnade på listplats två i Storbritannien och Tyskland och på plats 13 i andra länder i Europa.
Skivetiketten Dig Your Own Grave släppte 2006 samlingsskivan This is love som innehåller 12 coverversioner på låten.
2016 gjorde discjockeyn Lost Frequencies en cover på låten, kallad What is Love 2016.
Låten används i ett antal sketcher i Saturday Night Live med bland annat Jim Carrey och Will Ferrell. Dessa sketcher utvecklades sedan till filmen A Night at the Roxbury som släpptes 1998 och där låten också är återkommande i flera scener.